# Населённые пункты Можгинского района

Карта Можгинского района с центрами поселений

Муниципальное образование «Можгинский район» включает в себя 112 населённых пунктов: 19 сельских поселений в составе 14 сёл, 85 деревень, 3 станции, 3 разъезда и 7 населённых пунктов без специального статуса.
Административный центр района — город Можга.

## Перечень населённых пунктов
Далее приводится список населённых пунктов по муниципальным образованиям, в которые они входят. Жирным шрифтом выделены административные центры поселений.

### Муниципальное образование «Александровское»
- деревня Александрово
- деревня Новые Юбери
- деревня Трактор
- деревня Старые Юбери
- деревня Юдрук

### Муниципальное образование «Большекибьинское»
- село Большая Кибья
- деревня Зобнино
- деревня Карашур
- деревня Новотроицк
- деревня Пойкино
- деревня Туташево

### Муниципальное образование «Большепудгинское»
- село Большая Пудга
- деревня Малая Сюга
- деревня Малая Копка
- деревня Малая Пудга
- деревня Сюга-Какси
- деревня Телекшур

### Муниципальное образование «Большесибинское»
- деревня Большие Сибы
- деревня Малые Сибы
- деревня Почешур

### Муниципальное образование «Большеучинское»
- село Большая Уча
- деревня Большая Сюга
- деревня Ильдас-Уча
- деревня Камышлы
- село Красный Яр
- деревня Ломеслуд
- деревня Мальчиково
- деревня Нижний Шидлуд
- деревня Николо-Сюга
- деревня Пазял-Зюмья
- деревня Полянское
- деревня Сундо-Уча
- деревня Пазяле

### Муниципальное образование «Верхнеюринское»
- деревня Верхние Юри
- деревня Атабаево
- деревня Каменный Ключ
- деревня Привольный

### Муниципальное образование «Горнякское»
- село Горняк
- деревня Акаршур
- деревня Бальзяшур
- деревня Лудзи-Шудзи
- деревня Новый Карамбай

### Муниципальное образование «Кватчинское»
- деревня Кватчи
- деревня Водзя
- деревня Гущино
- деревня Нижний Вишур
- деревня Старый Березняк
- деревня Чежебаш
- деревня Чежесть-Какси

### Муниципальное образование «Люгинское»
- станция Люга
- населённый пункт Дома 1016 км

### Муниципальное образование «Маловоложикьинское»
- село Малая Воложикья
- деревня Александрово
- деревня Боринка
- деревня Бурмакино
- деревня Сосновый Бор
- деревня Студеный Ключ
- деревня Чемошур-Уча

### Муниципальное образование «Мельниковское»
- деревня Мельниково
- деревня Брагино
- разъезд Карамбай
- деревня Лесной
- деревня Подгорная
- деревня Пашур
- село Русский Пычас
- деревня Русский Уленвай
- деревня Сырьез
- деревня Чурашур
- населённый пункт Дома 1055 км
- населённый пункт Дома 1060 км

### Муниципальное образование «Можгинское»
- село Можга
- деревня Лесная Поляна

### Муниципальное образование «Нынекское»
- село Нынек
- деревня Вишур
- деревня Давкино
- деревня Ерошкино
- деревня Малый Кармыж
- деревня Решетниково
- деревня Сосмак

### Муниципальное образование «Нышинское»
- деревня Ныша
- деревня Комяк
- деревня Кинеусь
- село Поршур
- деревня Старый Ошмес

### Муниципальное образование «Пазяльское»
- деревня Пазял
- деревня Ключи
- деревня Чужьем

### Муниципальное образование «Пычасское»
- село Пычас
- деревня Верхние Лудзи
- деревня Минчегурт
- деревня Старый Карамбай
- деревня Новая Бия
- село Петухово
- населённый пункт Дома 1050 км

### Муниципальное образование «Старокаксинское»
- деревня Старые Какси
- село Биляр
- деревня Замостные Какси
- деревня Новопольск
- деревня Новые Какси
- деревня Санниково

### Муниципальное образование «Сюгаильское»
- деревня Новый Русский Сюгаил
- деревня Ефремовка
- станция Сардан
- разъезд Сюгаил
- деревня Залесный
- деревня Удмурт Сюгаил
- населённый пункт Дома 1024 км

### Муниципальное образование «Черёмушкинское»
- село Черёмушки
- станция Керамик
- деревня Чумойтло
- разъезд Чумойтло
- населённый пункт Дома 1035 км
- населённый пункт Дома 1038 км